# Peter Benchley
Peter Bradford Benchley (Nova York, 8 de maig de 1940 - Princeton, Nova Jersey, Estats Units, 11 de febrer de 2006) va ser un escriptor estatunidenc. Es va fer famós amb la seva novel·la Tauró (Jaws) escrita el 1974 i adaptada al cinema per Steven Spielberg el 1977.
Fascinat pels misteris del mar, Peter Benchley va escriure moltes històries en el marc del món marítim.

## Orígens
El seu avi, Robert Benchley (1889-1945), havia fundat la Taula Rodona d'Algonquin. Aquest cercle va ser una reunió diària que tenia lloc al voltant d'una taula a l′Hotel Algonquin de Nova York. S'hi reunien allà crítics, escriptors i actors de l'època, com Harold Ross, fundador de la revista The New Yorker, Harpo Marx, un dels cinc còmics dels Germans Marx, Edna Ferber, autora que va guanyar el Premi Pulitzer el 1925, Dorothy Parker, poeta, crítica, escriptora de contes i guions o Alexander Woollcott, crític del diari The New York Times i després del New Yorker. Aquestes reunions es van dur a terme durant deu anys, de 1919 a 1929.
El seu pare, Nathaniel Benchley (1915-1981), va ser un escriptor conegut en el món de la literatura infantil. Havia escrit vint novel·les, incloent The Off-Islanders el 1962, Small Wolf el 1972 o Bright Candles: A Novel of the Danish Resistance el 1974.
Després de graduar-se el 1957 a la Phillips Exeter Academy i la Universitat Harvard el 1961, Peter Benchley va treballar el 1963 durant 6 mesos per al The Washington Post (periodista i necrològiques) i després des de 1963 fins a 1967 al setmanari Newsweek (humorista i crític de televisió) del 1967 al 1969, reescriu els discursos del president Lyndon Johnson. El 1969, Richard Nixon es va convertir en el nou president i Benchley va ser acomiadat de la Casa Blanca. Es converteix en periodista independent i escriu articles per Holiday, Life, Travel, The New Yorker, Time o National Geographic.

## El tauró
El 1974 Benchley escriu la seva novel·la més popular: El Tauró (Jaws) L'autor tenia al cap la història d'un tauró. El 1964, les gestes de Frank Mundus, que va capturar un enorme tauró a prop de Long Island, va ser el punt d'inflexió per a ell. Notícies d'actualitat, com els atacs de taurons a Nova Jersey el 1916, van ser també una gran font d'inspiració.
El 1971 Benchley presenta el seu projecte a l'editor Tom Congdon de Doubleday durant un sopar en un restaurant francès de Nova York. L'editor li va oferir un avançament de 1.000 dòlars a canvi de les primeres 100 pàgines. Després de llegir el resultat inicial, Congdon no està molt satisfet pel to humorístic. Així que demanarà a Benchley que reescrigui una gran part de les primeres 100 pàgines de la seva novel·la. La història es va acabar el gener el gener de 1973. Leviatan Rising, El tauró de la mort o Les mandíbules de Leviatan van ser considerats com un títol, però sonaven com "pretensioses i melodramàtiques". Benchley ho deixa en "Jaws" (literalment mandíbules) A Jaws, un gran tauró blanc terroritza a un petit poble costaner dels EUA abans de ser perseguit per tres homes que són totalment oposats: Quint, un pescador rude, Brody, cap de la policia local, i Hooper, un oceanògraf jove. Gran part de la història té lloc a terra, a la ciutat fictícia d'Amity, on Brody és alhora preocupat per l'adulteri de la seva esposa Ellen amb Hooper i l'amenaça que representa el tauró pel comerç i el municipi.
Benchley no dubtava llavors de l'èxit que trobaria la seva història: a la seva sortida el febrer de 1974, Jaws va romandre 44 setmanes en la llista de best-sellers. Des d'aleshores, la novel·la ha estat traduïda a molts idiomes i venut diversos milions de còpies a tot el món, superant la marca de vint milions d'unitats venudes.
Richard D. Zanuck i David Brown, productors d'Universal Pictures sentien passió pel llibre i va comprar els drets per a una adaptació cinematogràfica. El guió va ser coescrit per Benchley i Carl Gottlieb, i la pel·lícula, dirigida pel jove Steven Spielberg, va esdevenir un gran èxit en la seva estrena el 1975. Es va posar en marxa la moda de pel·lícules d'estiu tipus superproducció i va ser objecte de tres continuacions: Jaws 2, Jaws 3 i Jaws 4: The Revenge.

## La literatura i la televisió
El 1979 Peter Benchley va escriure The Island, que va ser portada al cinema el 1980 amb Michael Caine en el paper protagonista. Investigant el misteri del Triangle de les Bermudes, un periodista i el seu fill van ser capturats pels pirates vinguts del segle XVI. En els anys 80, va publicar Girl of the Sea of Cortez, Q Clearance i Rummies.
El 1991 Peter Benchley va tornar sobre el tema que va fer possible l'èxit de Jaws: l'atac d'un animal marí en un poble costaner. En aquesta novel·la, titulada The Beast, el tauró és substituït per un calamar gegant de les profunditats de les Bermudes. Acompanyat per un científic monomaníc i un milionari animat per un desig de venjança, el pescador Whip s'enfrontarà a la bèstia. L'autor posa en dubte els efectes de l'alteració de la fauna marina per l'activitat humana. La novel·la va ser adaptada en una pel·lícula per a televisió el 1996 com The Beast.
El 1994 surt White Shark, que relata les experiències genètiques d'un nazi sobre un monstre que es posa a terroritzar les costes de Long Island. La novel·la no aconsegueix atènyer l'èxit popular o de la crítica, però va ser adaptat en telefilm el 1997 sota el nom de Criatura.
El 1999 Benchley llança una sèrie de televisió dramàtica, Peter Benchley's Amazon, on sis supervivents de l'accident d'un avió tracten de sobreviure a l'Amazones.
Altres llibres de Peter Benchley, com The Deep i The Island  han estat adaptats al cinema.

## Protecció dels oceans
A la dècada de 2000 l'autor apareix com un ferm defensor dels ecosistemes marins. En el seu llibre Shark Trouble, torna sobre la seva novel·la Jaws i la pel·lícula de Spielberg, que va contribuir a la “satanització” dels taurons, causant la seva destrucció.
Peter Benchley va morir el 2006 de fibrosi pulmonar idiopàtica, a l'edat de 65 anys.